# لیسه فرخی سیستانی
مکتب لیسه فرخی سیستانی که به نام لیسه فرخی مشهور است اولین و قدیمی‌ترین مکتب در شهر زرنج ولایت نیمروز است که در زمان سلطنت محمدظاهرشاه تأسیس شده است.